# Urdiales del Páramo
Urdiales del Páramo è un comune spagnolo di 688 abitanti situato nella comunità autonoma di Castiglia e León.